# Eurytoma eylandti
Eurytoma eylandti är en stekelart som beskrevs av Girault 1927. Eurytoma eylandti ingår i släktet Eurytoma och familjen kragglanssteklar. Inga underarter finns listade i Catalogue of Life.